# Arjan Snijders
Arjan Snijders (Zwijndrecht, 31 januari 1969) is een Nederlands radiomaker.

## Carrière

### Radio
Snijders studeerde in 1995 af aan de School voor Journalistiek, maar hij was al langer actief in de radiosector, onder meer als dj, presentator, eindredacteur, programmamaker en verslaggever. Hij presenteerde op Radio 1, Radio 2 en 3FM voor de VARA, VPRO, NCRV, AVRO, KRO, BNN en NOS. Ook voor commerciële zenders als Veronica, Kink FM en TalkRadio deed hij presentatiewerk. Snijders presenteert sinds 2005 bovendien voor het webkanaal KX Radio. In juli 2015 begon hij daar aan een serie over 50 jaar 3FM.
Snijders schrijft ook over media voor kranten en tijdschriften en publiceerde in 1997 het boek Rap van Fortuin over de geschiedenis van de commerciële radio en tv in Nederland. In oktober 2007 verscheen Herinnert u zich deze nog?, over de omroep Veronica na de zeezendertijd. In 2015 verscheen 50 jaar 3FM: van vrolijke puinhoop naar serious radio, een boek over de geschiedenis van Hilversum 3 tot aan 3FM. In het boek staan programmaoverzichten van alle vijftig radiojaren en interviews met onder anderen Herman Stok, Felix Meurders, Frits Spits, Rob Stenders, Giel Beelen en Gerard Ekdom.
Snijders is initiator van de eerste publieksprijzen voor radio, de Gouden RadioRing. Sinds 2006 organiseert hij de jaarlijkse uitreiking voor de AVRO. In 2010 adopteerde hij ook de Marconi Awards, die voorheen door omroepvakblad Broadcast Magazine werden georganiseerd. De bekendmaking en uitreiking van de twee prijzen wordt tijdens het jaarlijkse RadioGala live op Radio 2 uitgezonden.
Eind 2011 lukte het Snijders webradiostation KX Radio onder te brengen bij de AVRO. Via een 3FM-themazender ging de zender verder onder de vlag van deze publieke omroep.
Vanaf het najaar van 2022 presenteerde hij bij Radio Veronica op zaterdagavond De Top 1000 Aller Tijden en op de zondagavond Studio Snijders. In maart 2025 vertrok hij daar.
In de zomer van 2023 werd Snijders aangesteld als hoofd radio bij Radio Gelderland.

### Podcast
In 2005 startte Snijders via KX Radio zijn eerste podcast, Muziek Terwijl U Neukt (2005-2007), een verwijzing naar de zeezender Veronica-klassieker Muziek Terwijl U Werkt. In 2007 zette hij bij de AVRO 12 podcastkanalen op, waar hij zelf AVRO Podpourri met muzikaal verdiepende shows vulde. De AVRO podcasts haalden per maand ruim 100.000 downloads, maar werden jaren later door de NPO verboden omdat ze als AVRO omroepactiviteit werden gezien. Snijders gaat vanaf 2009 weer bij KX Radio een podcast maken, Music For Dummies (2009-2011). Van 2012 tot 2017 maakt hij er ook Arie's Koopavond, samen met Koop Geersing.
Ook met Koop Geersing maakt Snijders Macca Podcast, een in 2011 gestarte serie over Sir Paul McCartney. Het programma draait elke individuele track maar één keer en alles wat McCartney heeft gemaakt wordt gedraaid en besproken.
In 2015 jubileert de publieke popzender 3FM en daarover maakt Snijders de podcastreeks '50 jaar 3FM'. De serie heeft elke aflevering één jaar en één of twee dj's uit dat jaar te gast en bevat veel historische radiofragmenten.
Als in 2019 de radio een eeuw oud is, maakt Snijders samen met Harm Edens de podcastserie '100 Jaar Radio'. Edens blijft aan en wordt, aangevuld met Ron Vergouwen, onderdeel van de in 2020 gestarte serie Dit Was De Radio. Hierin wordt de huidige radio besproken, met weer veel fragmenten en gesprekken met radiomakers.